# Kunovci
Kunovci is een plaats in de gemeente Požega in de Kroatische provincie Požega-Slavonië. De plaats telt 90 inwoners (2001).